# 尼崎市立園田東中学校
尼崎市立園田東中学校（あまがさきしりつ そのだひがしちゅうがっこう）は、兵庫県尼崎市東園田町五丁目にある公立中学校。

## 沿革
- 1963年（昭和38年）
  - 4月1日 - 教職員13名にて開校。
  - 4月8日 - 尼崎市立園田中学校の仮校舎で第1回入学式を挙行。7学級・生徒数373名。
  - 9月23日 - 現在地の本校舎第1期工事が完工し、移転。
  - 10月21日 - 本校舎第2期工事が完工。この日を創立記念日に定める。
  - 12月13日 - 開校式挙行。校歌制定。
- 1995年（平成7年）1月17日 - 阪神・淡路大震災が発生。校内に避難所を開設（5月3日まで）。

## 部活動

### 運動部
- 野球部
- 陸上競技部
- 柔道部
- 剣道部
- 男子バスケットボール部
- 卓球部(過去全国大会出場経験あり)
- バレーボール部(過去全国大会出場経験あり)
- 男子ソフトテニス部

### 文化部
- 吹奏楽部
- 美術部
- 書道部
- ESS部
- 家庭科部

## 通学区域
- 尼崎市立園和小学校の通学区域
- 尼崎市立園田東小学校の通学区域
- 尼崎市立園和北小学校の通学区域のうち
  - 田能1丁目1-3番、4番1-14・39-43、6番9-11・19・20、7番1-56・70-90、8-13番、14番28-34、15番1-10・38-44、16番1-35・45-73
  - 椎堂1丁目1-8番、9番10-37、10-35番
  - 椎堂2丁目
  - 東園田町2丁目1-69番地・186-248番地
  - 東園田町3丁目1-30番地、31番地1-5・7・9-14・17・22・23・25-29、33番地1-7・13・16-20、34-88番地

## 周辺
- 尼崎市立園和小学校
- 尼崎園田郵便局
- 猪名の森保育園
- 尼崎市立園和幼稚園

## 交通
- 阪急神戸本線園田駅から北東へ300m

## 著名な出身者
- 前田穂南（陸上競技選手）
- 極芯道貴裕（元大相撲力士）
- Gero（歌手・歌い手）

## 通学区域が隣接している学校
- 尼崎市立小田北中学校
- 尼崎市立小園中学校
- 尼崎市立園田中学校
- 伊丹市立北中学校

以下は大阪府。
- 豊中市立第一中学校
- 豊中市立庄内さくら学園
- 豊中市立第七中学校
- 大阪市立美津島中学校